# Chō (Synchronsprecher)
Chō (jap. チョー, geb. als 長島 茂, Nagashima Shigeru, früherer Künstlername: 長島 雄一, Nagashima Yūichi; * 15. Dezember 1957 in Kōnosu) ist ein japanischer Schauspieler und Synchronsprecher (Seiyū). Am bekanntesten in Deutschland ist seine Rolle als Brook aus One Piece. Außerdem leiht er dem japanischen Gollum aus Der Herr der Ringe seine Stimme.

## Rollen (Auswahl)
Hauptrollen sind fettgedruckt.
Anime
- Crayon Shin-Chan (Gary Nohara) (1992)
- Great Teacher Onizuka (Hiroshi Uchiyamada)(1999)
- Inu Yasha (Jaken) (2000)
- RAVE (Musica/Schmied) (2001)
- Hidamari Sketch (Der Direktor) (2007)
- One Piece (Brook) (2008)
- Penguin no Mondai (Michael Inoue) (2008)
- Arakawa under the Bridge (Terumasa Takai) (2010)
- Gyakkyō Burai Kaiji: Hakairoku-hen (Ōtsuki) (2011)
- Star Blazers 2199 (2012)
- Boku wa Ō-sama (König) (2013)
- Magi: The Kingdom of Magic (Matal Mogamett) (2013)
- Gate: Jieitai Kano Chi nite, Kaku Tatakaeri (Kato El Altestan) (2015)
- Sandland (Sheef) (2023)

Fernsehserien
- Tanken Boku no Machi (Chō-san) (1984)
- Inai inai baa (Wanwan) (1996)